# Chiromantis cherrapunjiae
Chiromantis cherrapunjiae är en groddjursart som först beskrevs av Roonwal och Mira B. Kripalani 1966.  Chiromantis cherrapunjiae ingår i släktet Chiromantis och familjen trädgrodor. IUCN kategoriserar arten globalt som otillräckligt studerad. Inga underarter finns listade i Catalogue of Life.